# Санчес, Феликс
Фе́ликс Са́нчес (исп. Félix Sánchez; 30 августа 1977 года, Нью-Йорк, США) — доминиканский легкоатлет, специализирующийся в беге на 400 метров с барьерами. Двукратный олимпийский чемпион 2004 и 2012 годов на дистанции 400 м с/б. Обладатель первого олимпийского золота для Доминиканской Республики. Двукратный чемпион мира (2001 и 2003).
Феликс родился в Нью-Йорке, но выступает за сборную Доминиканской Республики, так как его родители родились на Доминикане. Окончил Университет Сан-Диего. В 1999 году поступил в Университет Южной Калифорнии. В период с 2001 по 2004 годы выиграл 43 соревнования подряд. В 2002 году выиграл Золотую лигу IAAF, за победу получил главный приз — 1 миллион долларов США.
Лучший легкоатлет мира по версии журнала Track & Field News 2003 года.

## Смерть родной бабушки
Феликс посвятил победу в Лондоне своей бабушке Лиллиан, которая умерла в 2008 году во время его участия в Олимпийских играх в Пекине. Тогда он дал обещание выиграть для неё медаль.

Я узнал о её смерти утром, во время первого круга соревнований в Пекине.

Это сильно потрясло меня, и я проплакал весь день. Из-за этого я плохо пробежал дистанцию. Тогда я дал обещание выиграть для неё медаль. Для этого потребовалось четыре года.

Перед финальным забегом в Лондоне я положил фотографию бабушки под нагрудник, чтобы она была ближе к сердцу. Я написал её имя по-испански на шиповках.

Это послужило мотиватором, зна́ком того, насколько дорога́ была для меня бабушка, и насколько важны для меня эти Игры, учитывая мой немолодой возраст.

Бабушка участвовала в спортивной жизни Феликса и помогала ему восстанавливаться перед соревнованиями.